# Igil

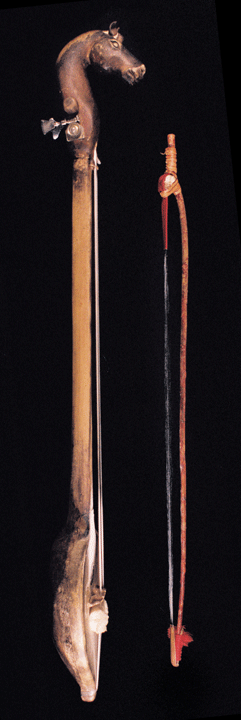
Un igil.

Un igil (Tuvano- игил) es un instrumento musical de cuerda frotada originario del pueblo tuvano. Sus dos cuerdas son ejecutadas utilizando un arco. El instrumento se denomina «ikili» en la zona occidental de Mongolia.

## Descripción
Su mástil y la caja de resonancia por lo general están fabricados de una sola pieza maciza de pino o alerce. La parte superior de la caja de resonancia puede estar cubierta con piel o una placa de madera delgada. Las cuerdas, y las cuerdas del arco, tradicionalmente han sido confeccionadas con crin de cola de caballo, pero se encuentran instrumentos modernos que utilizan cuerdas de nailon. Al igual que el morin khuur de Mongolia, el igil por lo general posee la cabeza de un caballo tallada en la parte superior de su mástil por encima de las clavijas de afinación; por ello, ambos instrumentos son denominados generalmente «violines cabezas de caballo».

## Ejecución
Para tocar el igil se lo coloca en posición casi vertical, con la caja de resonancia del instrumento en la falda del ejecutante o apoyada contra la parte superior de su bota. La técnica utilizada comprende tocar las cuerdas con las uñas o yemas de los dedos, pero sin apretarlas contra el cuello. El igil no posee trastes. El arco es sostenido por debajo de la mano.
Antiguamente el igil contaba con un género musical dedicado al mismo, con un repertorio de composiciones que solo se ejecutaban con él. Durante el período comunista en Tuvá se llevaron a cabo intentos por modernizarlo. Estos intentos se concentraron en occidentalizar el instrumento de manera que se asemejara más al chelo europeo. Sin embargo, los instrumentos y estilo de ejecución utilizado por la mayoría de los músicos tuvanos en la actualidad son, en gran medida, los que se utilizaban originalmente para el igil. 
Entre los ejecutantes famosos de igil se cuentan Ak-ool Kara-sal, Kaigal-ool Khovalyg y Evgenii Saryglar.